# Ficus tovarensis
Ficus tovarensis är en mullbärsväxtart som beskrevs av Henri François Pittier. Ficus tovarensis ingår i släktet fikonsläktet, och familjen mullbärsväxter. Inga underarter finns listade i Catalogue of Life.